# BMW E46 (M3)
Der von Mitte 2000 bis Sommer 2006 gebaute M3 (E46) hat einen hochdrehenden 3,2-l-Reihensechszylinder-Motor, der 252 kW (343 PS) bei 7900 min−1 leistet. Das Fahrzeug gab es als Coupé (öffentliche Vorstellung: Mondial de l’Automobile 2000) und Cabrio (öffentliche Vorstellung: NAIAS 2001), jeweils nur in der ursprünglichen Version, obwohl später dann auch Merkmale des beim E46 im Frühjahr 2003 erfolgten Facelifts mit eingearbeitet wurden (wie zum Beispiel die LED-Rückleuchten). Von Alpina wurde mit dem B3 und B3 S ebenfalls eine leistungsstarke Variante des E46 angeboten, die jedoch auf mehr Antriebskomfort ausgelegt ist.

## Unterschiede zu den leistungsschwächeren Modellen
Äußerlich unterscheidet er sich von anderen Modellen der 3er-Reihe u. a. durch die Auswölbung auf der Aluminiummotorhaube, dem sogenannten „Powerdome“, der jedoch keine technische Funktion hat. Weitere Unterschiede zur normalen 3er-Reihe sind breitere Radkästen, aerodynamisch optimierte Außenspiegel, individuelle Leichtmetallräder gegossen in 18- oder geschmiedet in 19-Zoll, eine zweiflutige Auspuffanlage mit vier Endrohren, eine Frontschürze sowie der Entlüftung der Elektronik dienende Luftauslässe („Kiemen“) in den Kotflügeln.
Die Fahrzeugbreite ist um rund 40 Millimeter gegenüber dem Standardmodell gewachsen, bedingt durch die Vorderachs-Spur von nun 1508 Millimeter, an der Hinterachse 1525 Millimeter. Auch musste eine Verbreiterung der Radläufe um jeweils 20 Millimeter vorgenommen werden, um den serienmäßigen 18-Zoll- und (ab Frühjahr 2001 gegen Aufpreis) auch 19-Zoll-Rädern Platz zu bieten. Die vordere Schürze mit den angedeuteten Spoilerecken und den großen Luftschächten für Wasser-, Öl- und Bremsenkühlung zählt ebenso zur Serienausstattung des M3 wie die schmale Spoilerleiste (Gurney Flap) auf der Kante des Kofferraumdeckels. Sie ist in erster Linie für die deutlich verringerten Auftriebskräfte an der Hinterachse verantwortlich.
Der Motor ist nach dem Hochdrehzahlkonzept gebaut und arbeitet drehfreudig bis zur Grenze von 8000 min−1, bietet dabei jedoch ein breites nutzbares Drehzahlband, und entwickelt bereits bei 2000 min−1 80 Prozent seines maximalen Drehmoments. Das Fahrwerk war eine Weiterentwicklung des Vorgänger-Fahrwerks vom M3-E36. Des Weiteren gab es nun die variable M-Differentialsperre, die einen Sperrwert zwischen 0 und 100 % erlaubt, sowie eine schwimmend gelagerte Compound-Bremsanlage an Vorder- und Hinterachse.

### Sonderausstattungen
Anfang 2005 konnte gegen Aufpreis von 5300 € ein „Competition-Paket“ bei Neufahrzeugen bestellt werden. Dieses enthielt 19-Zoll-Räder im CSL-Design, die mit Sport-Cup-Reifen bestückt waren, die Bremsanlage aus dem M3 CSL, ein optimiertes Fahrwerk, eine direktere Lenkung (Übersetzung 14,5 : 1 statt 15,4 : 1) sowie den „M Track Mode“, der per Taste am Lenkrad mehr Schlupf an den Hinterrädern und eine höhere Gierrate zulässt.

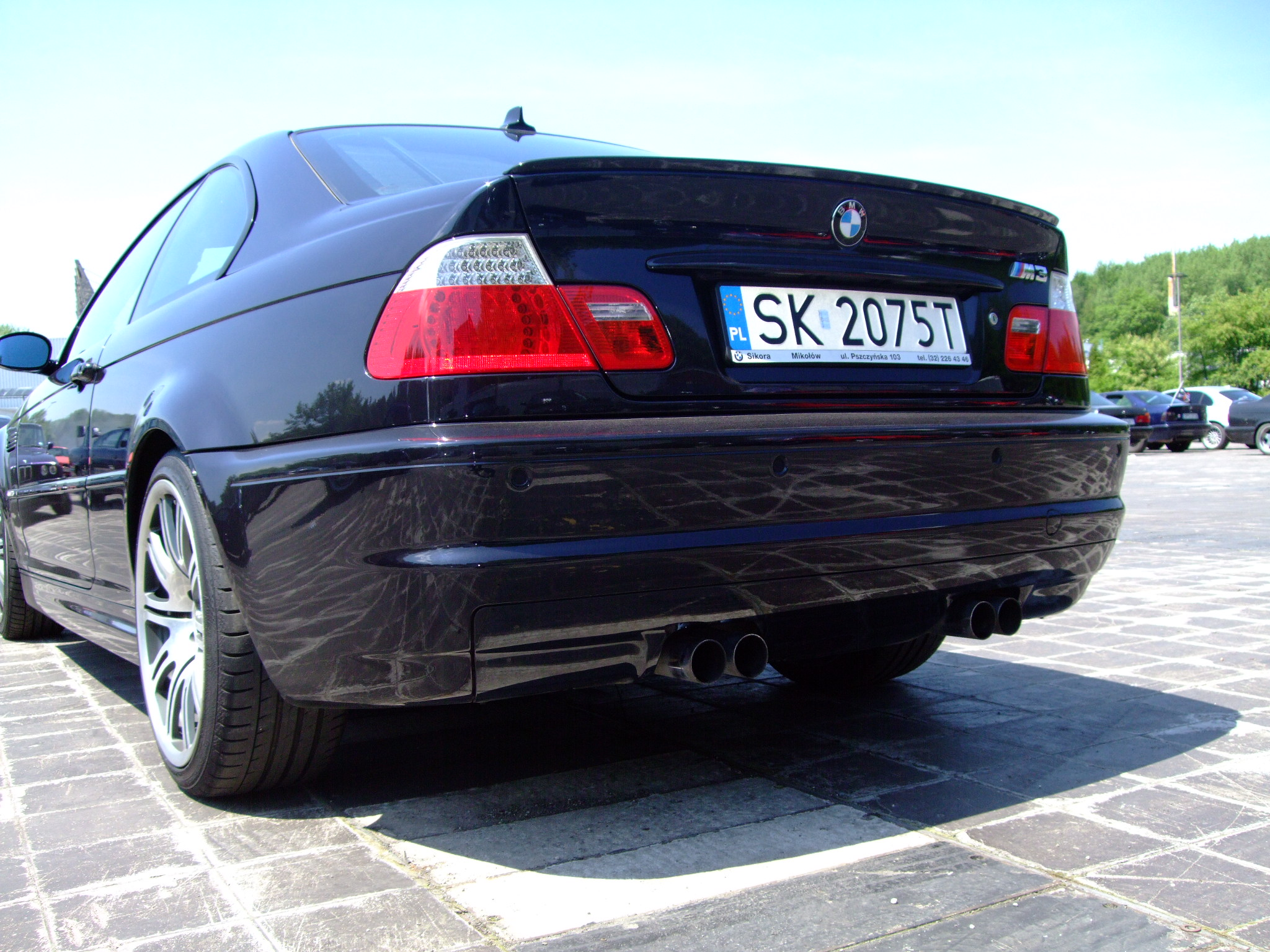
Die Heckansicht des M3 hebt sich durch Spoilerlippe und vierfache Endrohre von den Serienmodellen des E46 ab.
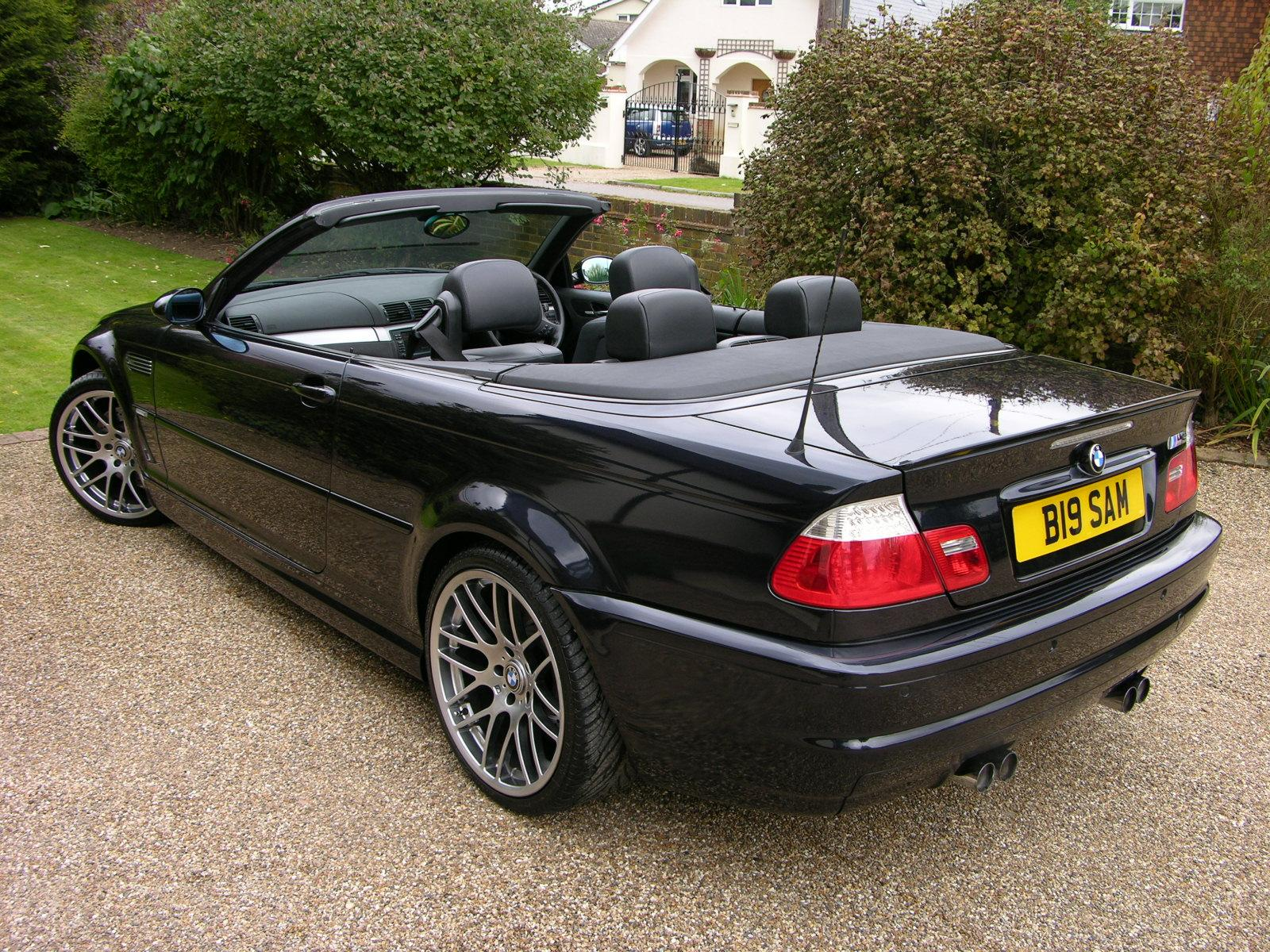
BMW M3 Cabrio (2001–2006)
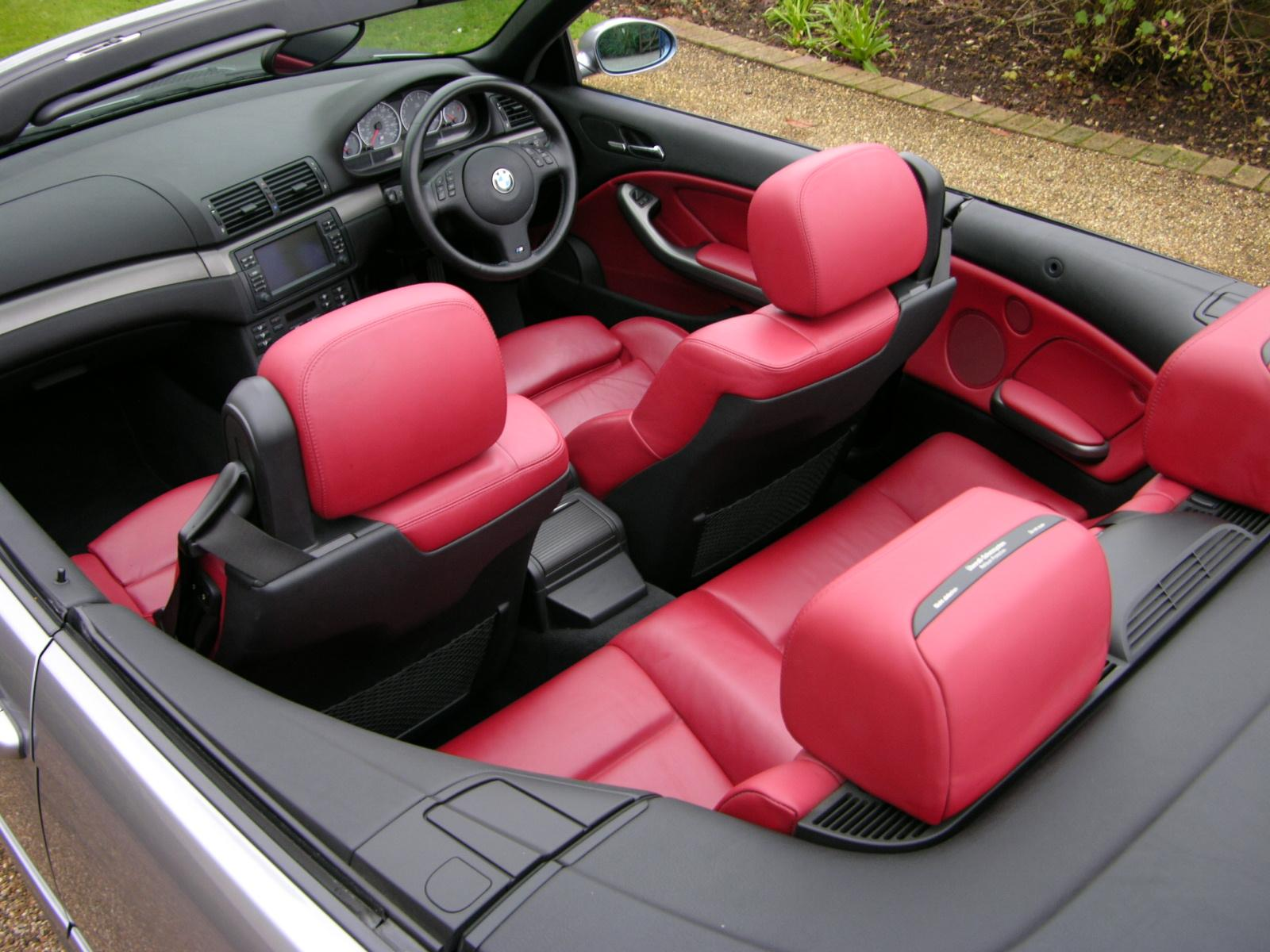
Innenraum des M3 Cabrio

## Technische Daten
|                                    | M3 Coupé                                    | M3 Cabrio                                   |
| ---------------------------------- | ------------------------------------------- | ------------------------------------------- |
| Baujahr                            | 10.2000–12.2006                             | 04.2001–11.2006                             |
| Motorart                           | Ottomotor                                   | Ottomotor                                   |
| Motorbauart                        | Reihen-Sechszylinder                        | Reihen-Sechszylinder                        |
| Ventilsteuerung                    | zwei obenliegende Nockenwellen              | zwei obenliegende Nockenwellen              |
| variable Nockenwellenverstellung   | Doppel-VANOS                                | Doppel-VANOS                                |
| Motorcode                          | S54B32                                      | S54B32                                      |
| Ventile                            | 24                                          | 24                                          |
| Hubraum                            | 3246 cm³                                    | 3246 cm³                                    |
| Bohrung × Hub                      | 87,0 mm × 91,0 mm                           | 87,0 mm × 91,0 mm                           |
| Verdichtung                        | 11,5 : 1                                    | 11,5 : 1                                    |
| max. Leistung bei min−1            | 252 kW (343 PS) bei 7900                    | 252 kW (343 PS) bei 7900                    |
| max. Drehmoment bei min−1          | 365 Nm bei 4900                             | 365 Nm bei 4900                             |
| Antrieb                            | Hinterradantrieb                            | Hinterradantrieb                            |
| Differentialgetriebe               | Sperrdifferential                           | Sperrdifferential                           |
| Getriebe, serienmäßig              | 6-Gang-Schaltgetriebe                       | 6-Gang-Schaltgetriebe                       |
| Getriebe, optional                 | 6-Gang automatisiertes Schaltgetriebe (SMG) | 6-Gang automatisiertes Schaltgetriebe (SMG) |
| Höchstgeschwindigkeit              | 250 km/h (1) 280 km/h (2)                   | 250 km/h (1) 280 km/h (2)                   |
| Beschleunigung 0–100 km/h          | 5,2 s (5,2 s)                               | 5,5 s (5,5 s)                               |
| Elastizität 80–120 km/h im 4. Gang | 5,3 s                                       | 5,9 s                                       |
| 1000 m, stehender Start            | 24,2 s                                      | 24,8 s                                      |
| Verbrauch kombiniert               | 13,4 l (13,4 l) SP                          | 13,6 l (13,6 l) SP                          |
| Leergewicht                        | 1535 kg (1570 kg)                           | 1655 kg (1730 kg)                           |

- Werte in ( ) Klammern gelten für die Automatik SMG.

## M3 CSL
Von der Baureihe E46 des BMW M3 gab es von Mitte 2003 bis Sommer 2004 auch ein limitiertes Sondermodell mit dem Namen M3 CSL. Das Kürzel CSL stand wie schon beim BMW 3.0 CSL für „Coupé Sport Leichtbau“. Der Prototyp des Fahrzeugs wurde auf der IAA 2001 öffentlich präsentiert. Dieses Modell hat eine leichtere Karosserie und einen stärkeren Motor mit 265 kW (360 PS). Die Basisdaten des Motors, wie Hubraum usw., sind gleich wie beim „Serien-M3“. Das Fahrzeug wurde ausschließlich mit dem sequentiellen 6-Gang-Getriebe namens „SMG II mit Drivelogic“ ausgeliefert. Die Reduzierung des Gewichts wurde durch den Wegfall von Komfort-Komponenten und den Einsatz modernster Werkstoffe realisiert.
Mehrere Fahrzeugkomponenten des M3 CSL sind aus kohlenstofffaserverstärktem Kunststoff (der automatisch abblendenden Innenspiegel, Türverkleidungen, Mittelkonsole, Dach), aber er hat keine Nebelscheinwerfer mehr, da diese einer geänderten Ansaugluftführung weichen mussten. Weiteres Gewicht wurde am Kofferraum eingespart (Heckklappe aus Leichtbaustoffen, Kofferraumboden aus fester Pappe). Um die Längs-, aber hauptsächlich die Querdynamik zu steigern, wurde zudem ein Dach aus Kohlenstofffaserverbundstoffen und eine leichtere Heckscheibe eingebaut, um den Schwerpunkt zu senken.
Die Serienausstattung des CSL umfasst hauptsächlich elektronische Extras, deren Existenz kaum Gewicht kostet. So waren Antiblockiersystem (ABS), Elektronisches Stabilitätsprogramm (ESP, bei BMW DSC), eine Reifen-Pannen-Anzeige (RPA) und die Zentralverriegelung mit Wegfahrsperre ab Werk eingebaut oder programmiert. Das äußere Erscheinungsbild des CSL unterscheidet sich zum normalen M3 durch die strömungsoptimierte Frontschürze mit einem markanten Loch zur Belüftung der Airbox, den mit einem Bürzel versehenen Kofferraumdeckel und das Carbondach, sowie einiger Änderungen des BMW-Logos und speziellen M-Leichtmetallräder „Sport“ in 19 Zoll. Für den M3 CSL standen ab Werk nur zwei Lackfarben zur Auswahl, ein „Saphirschwarz“ genanntes Schwarz und ein als „Silbergrau“ benanntes Silber-Anthrazit. Im Interieur gab es größere Veränderungen. So wurden anstelle von normalen Sitzen Schalensitze verwendet; die Rückbank gab es in einer abgespeckten Version mit einer Amaretta-Stoff-Kombination. Die Türeneinsätze waren aus CfK, die Mittelkonsole war leichter und kleiner, und das Lenkrad mit Alcantara bezogen.
Als Sonderausstattung konnte die Klimaautomatik und ein Radio ohne Aufpreis bestellt werden, erhältlich war weiterhin eine Alarmanlage, Park Distance Control (PDC), ein Regensensor und Xenonlicht. Weitere Extras gab es für den M3 CSL entweder aus Marketing- oder aus Platzgründen nicht. Durch Nachweis einer Rennfahrerlizenz konnte der potentielle Käufer die werkseitige Begrenzung der Höchstgeschwindigkeit aufheben lassen.
Der M3 CSL hat serienmäßig einen mit „M“ gekennzeichneten Knopf auf dem Lenkrad (weshalb ein Multifunktionslenkrad nicht mehr angeboten werden konnte), der den sogenannten M-Trackmode aktiviert, der die Kennlinie der Servolenkung ändert sowie die Parametereinstellungen des DSC (Elektronisches Stabilitätsprogramm) verschiebt und so eine noch sportlichere Fahrweise erlaubt (kleinere Drifts werden ermöglicht, ohne dass das DSC eingreift). Die, wie bereits im normalen M3, in Verbindung mit dem automatisierten Schaltgetriebe erhältliche Launch Control wurde für den CSL überarbeitet und schaltet nun bei Drehzahlmaximum in den nächsthöheren Gang. Somit ist es im M3 CSL möglich, mit Vollgas und einem Zug an der Schaltwippe aus dem Stand bis zur Höchstgeschwindigkeit zu beschleunigen. Durch Benutzung dieses Extras, welches Komponenten und Motor extrem belastet und daher nur sehr sparsam eingesetzt werden soll, können auch Ungeübte die werksseitig angegebenen Beschleunigungswerte von 0–100 km/h in 4,9 s und 0–200 km/h in 16,7 s erreichen.
Das Fahrwerk mit magnetimpulsumgeformten hinteren Querlenkern wurde teilweise auf die Nürburgring-Nordschleife abgestimmt. Dadurch erreichte der CSL in unabhängigen Tests eine für die Leistungsklasse hervorragende Zeit von 7:50 min. Diskutiert wurden die ab Werk gelieferten Sportreifen des Typs Pilot Sport Cup von Michelin, die zwar bei Tests auf Rennstrecken gute Rundenzeiten erzielen, aber im Alltagsbetrieb und bei Nässe aufgrund von Gummimischung und geringem Negativprofilanteil schlechtere Leistungen bieten. Auf Wunsch konnte der Wagen aber auch mit Standardbereifung geordert werden.
Vom M3 CSL wurden laut dem Sonderheft Mobile Tradition live Spezial – Vier Generationen M3 1383 Einheiten in rund einem Jahr gebaut.

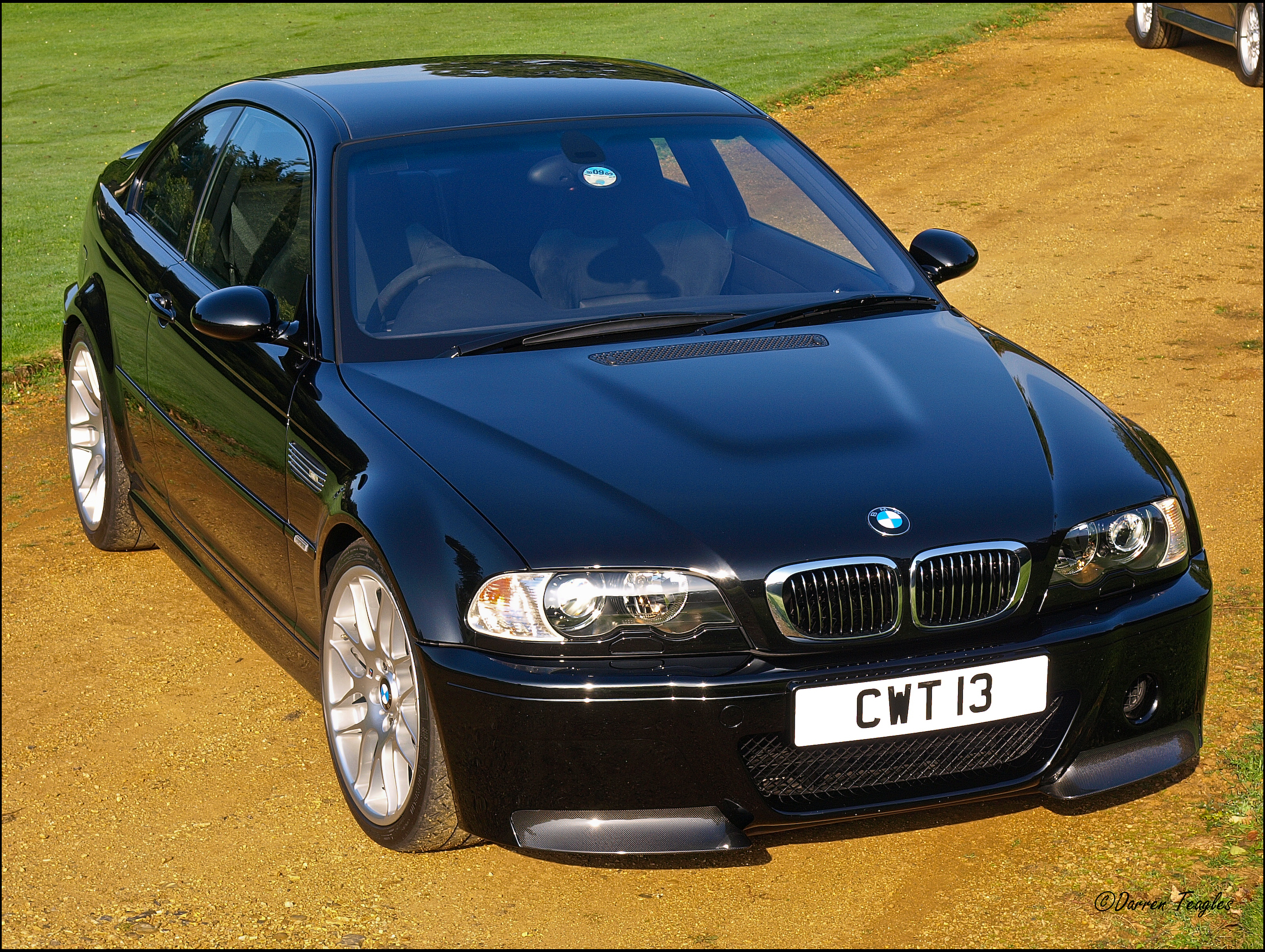
Neben dem hier gezeigten Saphirschwarz war der M3 CSL noch in der Farbe Silbergrau erhältlich.
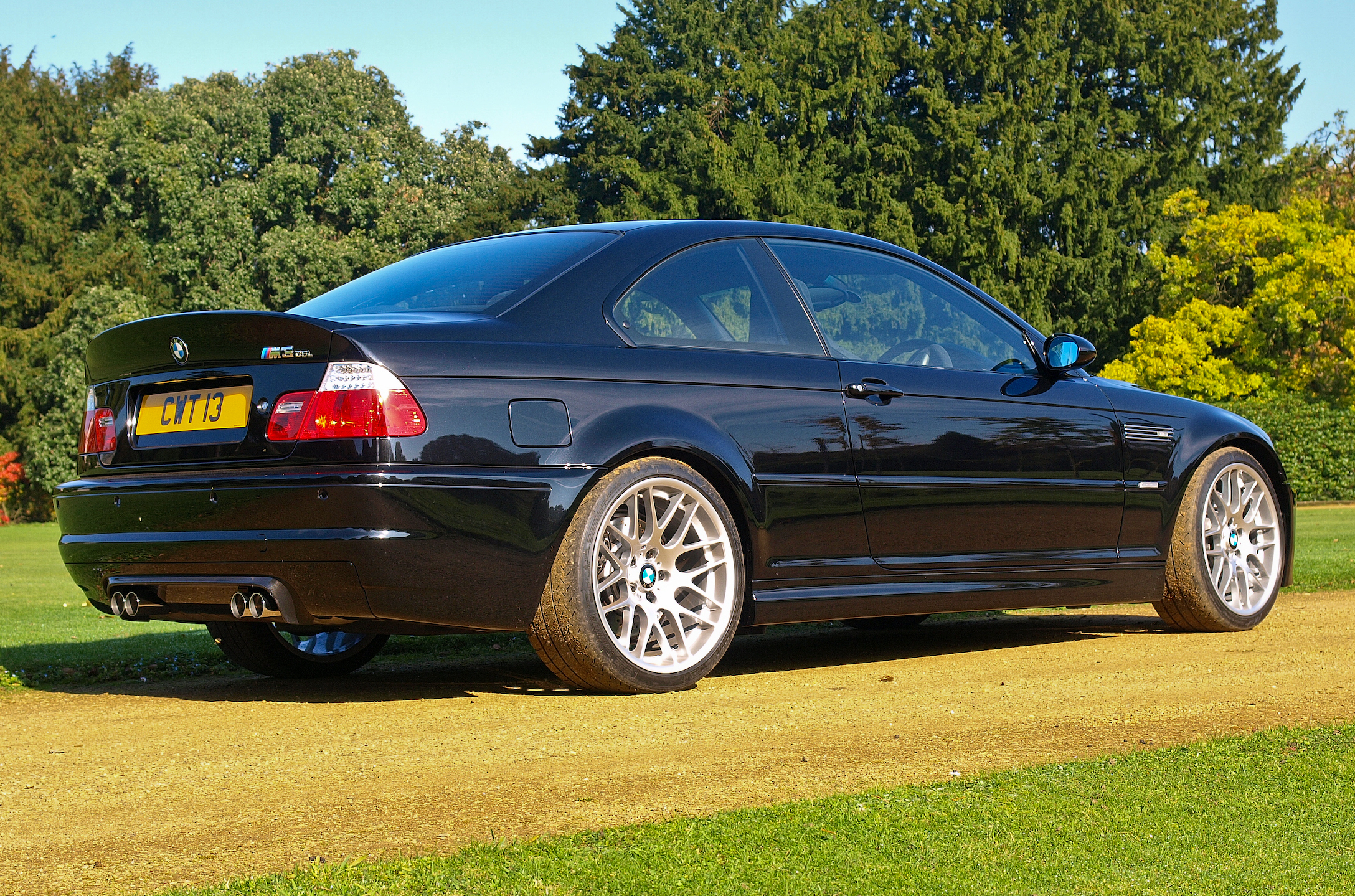
Die Spoilerlippe des CSL ist im Unterschied zum Serienmodell prägnanter ausgeformt.
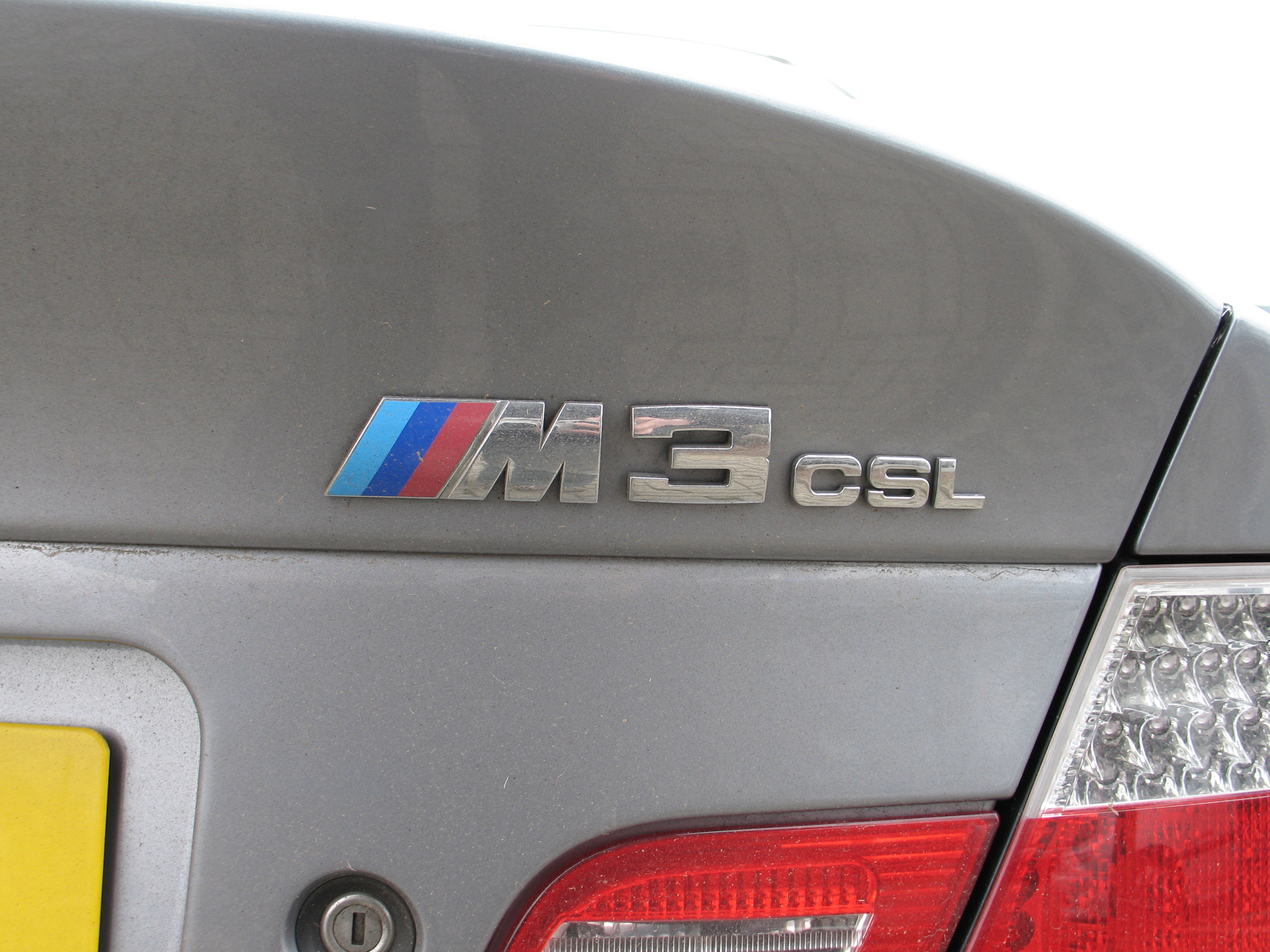
Schriftzug am Heck des CSL
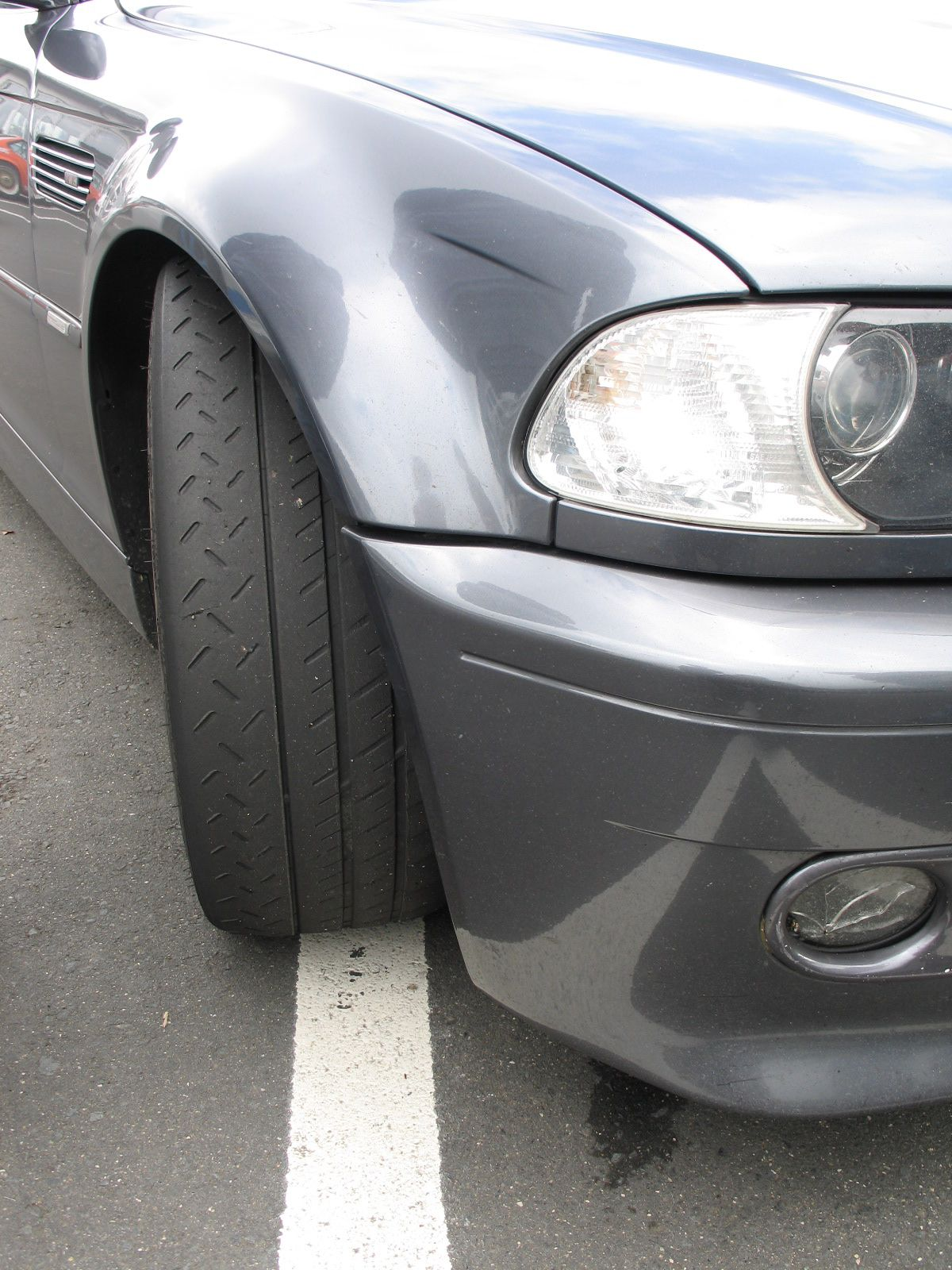
Sportreifen Pilot Sport Cup von Michelin

### Technische Daten
|                                  | M3 CSL                                      |                                             |
| -------------------------------- | ------------------------------------------- | ------------------------------------------- |
| Baujahr                          | 05.2003–12.2003                             |                                             |
| Motorart                         | Ottomotor                                   | Ottomotor                                   |
| Motorbauart                      | Reihen-Sechszylinder                        | Reihen-Sechszylinder                        |
| Ventilsteuerung                  | zwei obenliegende Nockenwellen              | zwei obenliegende Nockenwellen              |
| variable Nockenwellenverstellung | Doppel-VANOS                                | Doppel-VANOS                                |
| Motorcode                        | S5432HP                                     | S5432HP                                     |
| Ventile                          | 24                                          | 24                                          |
| Hubraum                          | 3246 cm³                                    | 3246 cm³                                    |
| Bohrung × Hub                    | 87,0 mm × 91,0 mm                           | 87,0 mm × 91,0 mm                           |
| Verdichtung                      | 11,5 : 1                                    | 11,5 : 1                                    |
| max. Leistung bei min−1          | 265 kW (360 PS) bei 7900                    | 265 kW (360 PS) bei 7900                    |
| max. Drehmoment bei min−1        | 370 Nm bei 4900                             | 370 Nm bei 4900                             |
| Antrieb                          | Hinterradantrieb                            | Hinterradantrieb                            |
| Differentialgetriebe             | Sperrdifferential                           | Sperrdifferential                           |
| Getriebe, serienmäßig            | 6-Gang automatisiertes Schaltgetriebe (SMG) | 6-Gang automatisiertes Schaltgetriebe (SMG) |
| Höchstgeschwindigkeit            | 250 km/h (1) 280 km/h (2)                   | 250 km/h (1) 280 km/h (2)                   |
| Beschleunigung 0–100 km/h        | 4,9 s                                       |                                             |
| Verbrauch kombiniert             | 11,9 l SP                                   |                                             |
| Leergewicht                      | 1385 kg                                     |                                             |

## M3 GTR
Da die BMW M3 mit dem Sechszylinder S54 in der American Le Mans Series (ALMS) im Jahr 2000 gegen die Porsche 911 GT3 unterlegen war, wurden 2001 zwei M3 GTR mit einem Vierliter-V8-Motor aufgerüstet. Dies entsprach zwar dem Wortlaut der Regeln, jedoch nicht dem Geist des seriennahen GT-Rennsports, und führte zu Protesten der Konkurrenz, da BMW keinen Serien-M3 mit V8 im Angebot hatte. Reglementsbedingt musste aber eine Straßenversion vorgezeigt werden. BMW reichte diese nach, die Stückzahl dieser „Serienversion“ des „M3 GTR Street“ wird zwischen 1 und 10 angegeben. Für 2002 wurden die ALMS-Regeln angepasst, die V8-Rennwagen wurden nicht mehr in der ALMS zugelassen, und erst nach Ende der Saison für den späteren Einsatz am Nürburgring modifiziert.
Technisch war dieser Wagen sehr eng an die Rennversion angelehnt. Ein von 330 kW auf 285 kW gedrosselter 4-Liter-V8 vom Typ P60B40 mit Trockensumpfschmierung leistete unter der mit zusätzlichen Kühlschlitzen versehenen Motorhaube seinen Dienst. Weiter an Bord waren ein Sechsgang-Handschaltgetriebe sowie eine Zweischeibenkupplung, wie sie im Rennfahrzeug verwendet wurden. Die Karosserie wurde ebenfalls an das Rennfahrzeug angelehnt. So bestanden Dach, Heckflügel sowie Front- und Heckschürze aus kohlenstofffaserverstärktem Kunststoff. Durch diese Maßnahmen und den völligen Verzicht einer komfortablen Ausstattung erreichte der Zweisitzer ein Leergewicht von etwa 1350 kg. Der Preis wurde mit 250.000 Euro beziffert.
Durch die Darstellung in vielen Videospielen wie Need for Speed oder Gran Turismo erlangte der BMW M3 GTR zusätzliche Bekanntheit. Im November 2024 präsentierten Electronic Arts und BMW in der BMW Welt anlässlich eines Updates zu Need for Speed Unbound einen realen M3 GTR mit der Folierung des aus Need for Speed: Most Wanted bekannten, virtuellen Fahrzeugs.
Technische Daten des BMW P60B40 / BMW M3 GTR Street
- Hubraum: 3997,3 cm³
- Bohrung × Hub: 94,0 mm × 72,0 mm
- max. Leistung/Drehzahl: 285 kW (387 PS)/7500 min−1
- max. Drehmoment/Drehzahl: 390 Nm/5000 min−1
- Höchstgeschwindigkeit: 295 km/h

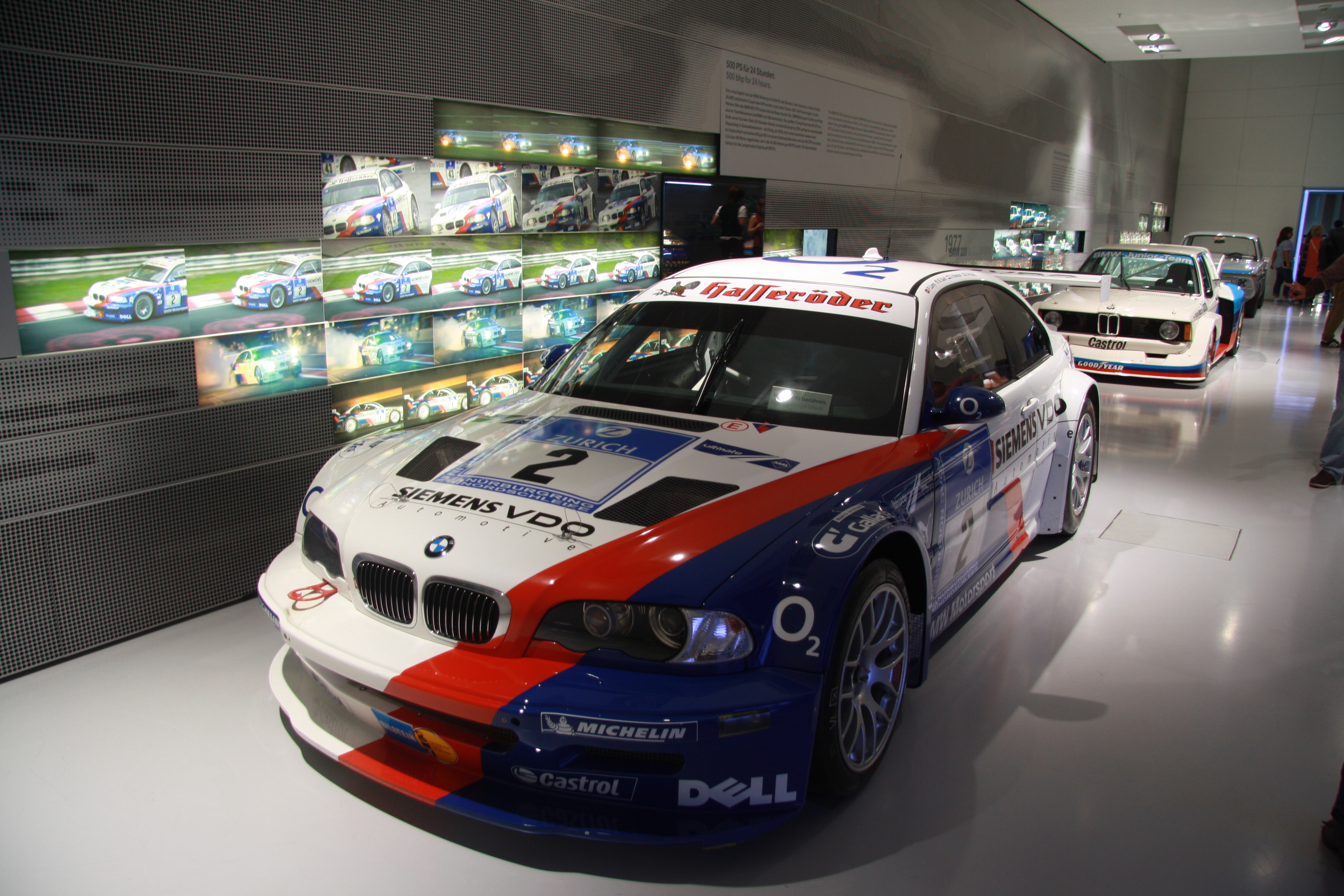
BMW M3 GTR Rennwagen
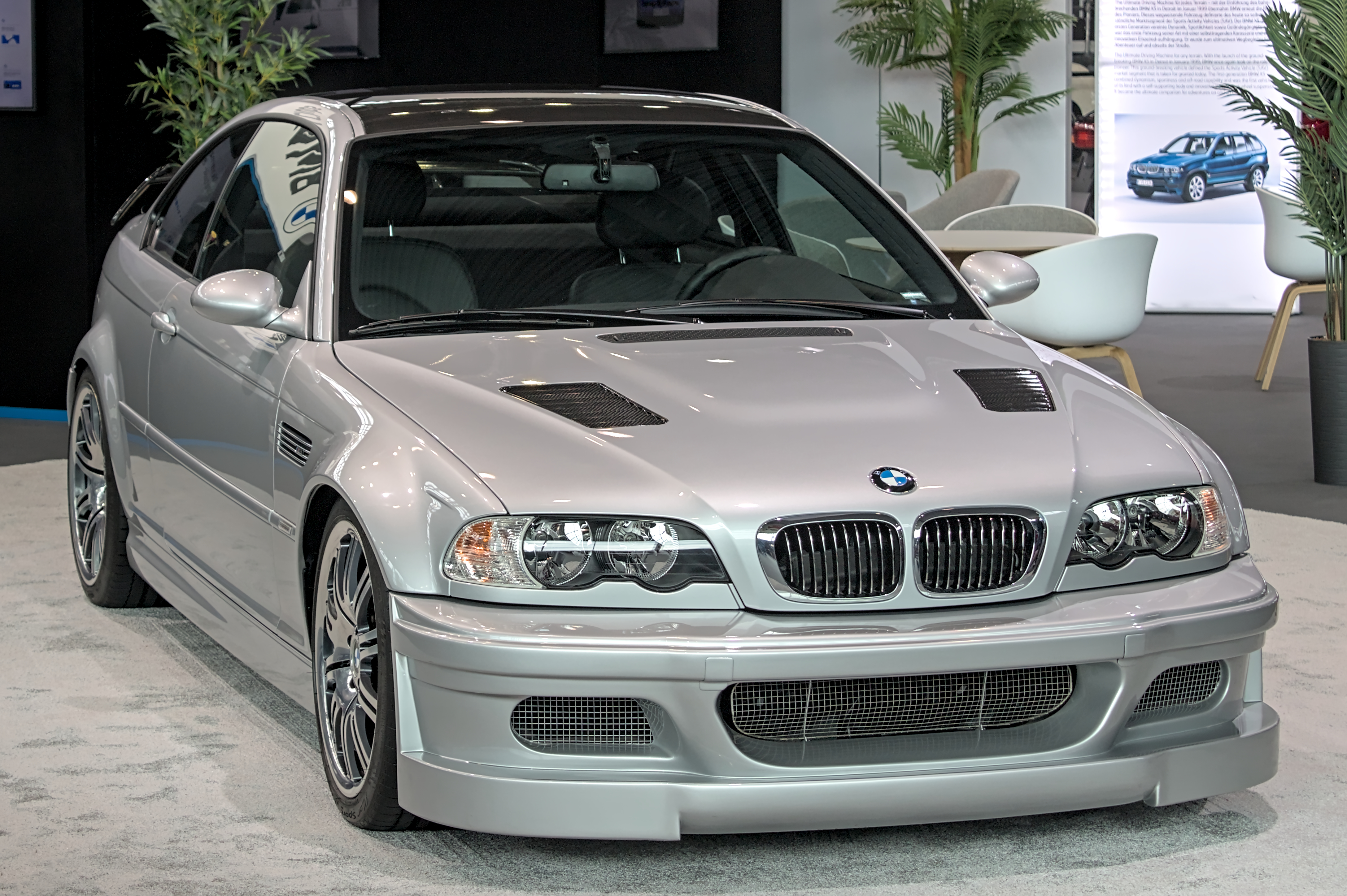
BMW M3 GTR „Street“
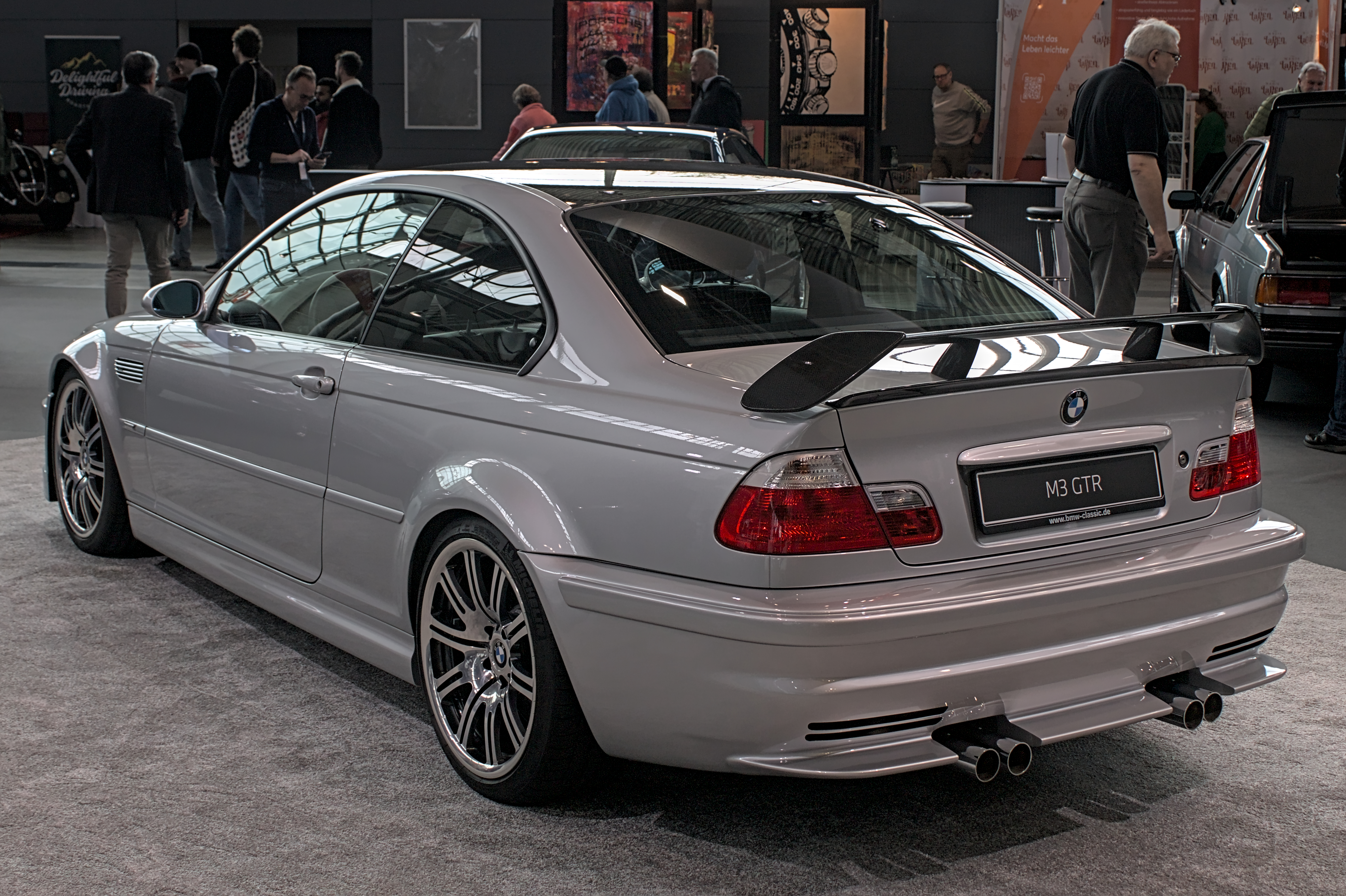
Heckansicht
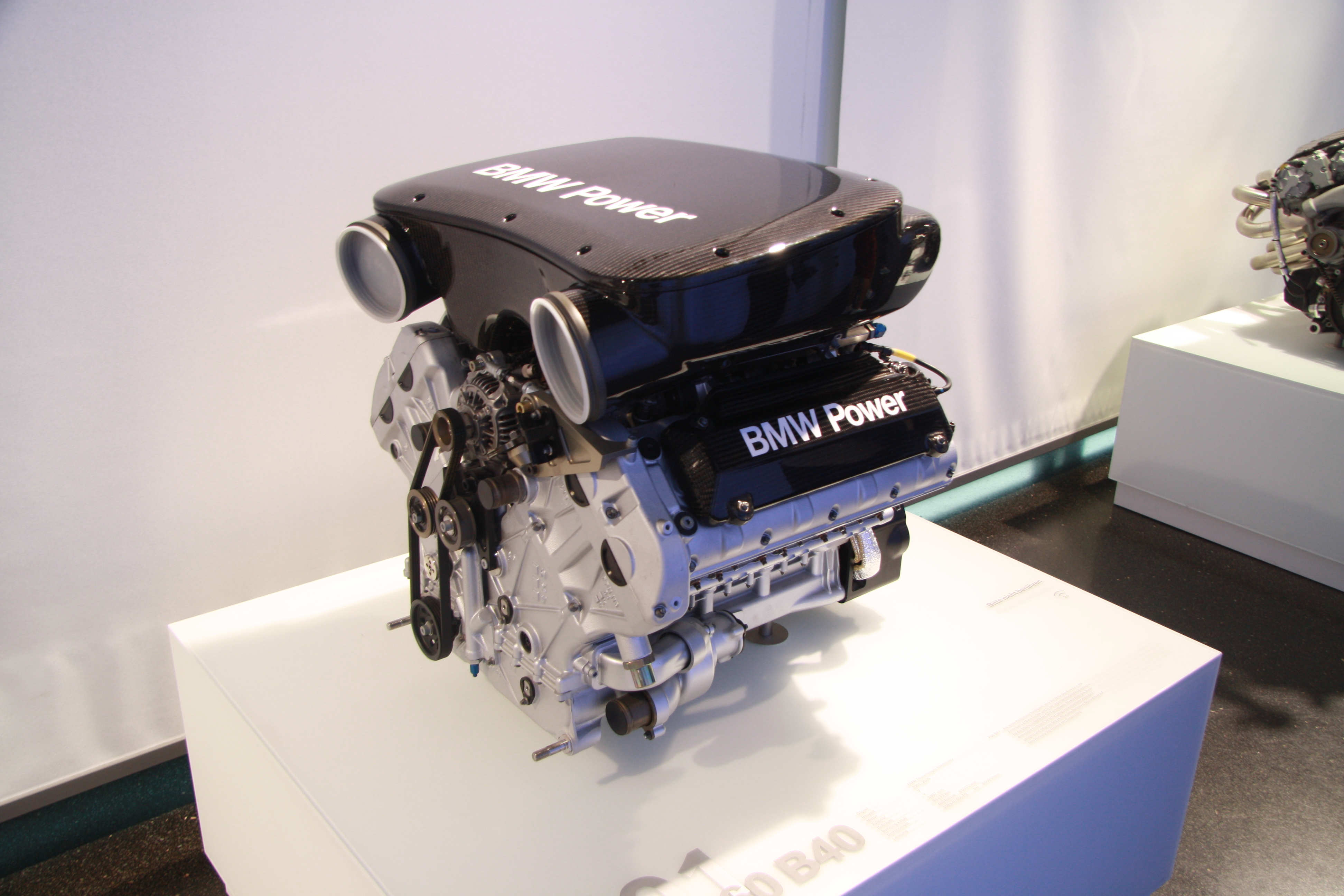
BMW Motor P60B40

## M3 Touring
Erstmals entstand auch eine Kombiversion des M3. Es blieb aber bei einer Studie; der 2000 gebaute M3 Touring Concept fand nie den Weg in die Serienproduktion. Der Öffentlichkeit wurde dieses Fahrzeug erst 2016 präsentiert. Schwierigkeiten bestanden darin, die aufwendigere Hinterachse mit einem gut nutzbaren Laderaum zu kombinieren.

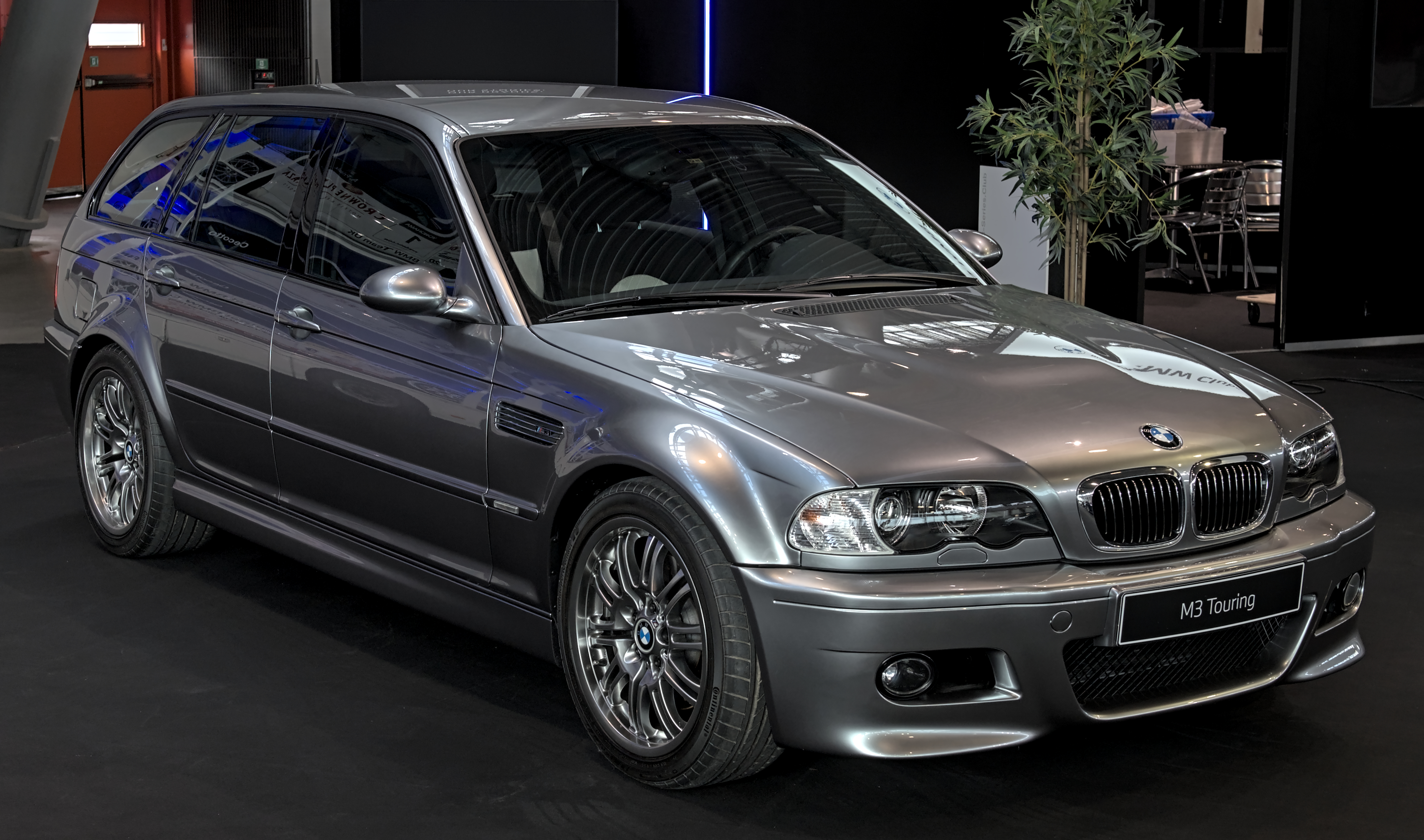
BMW M3 Touring Concept
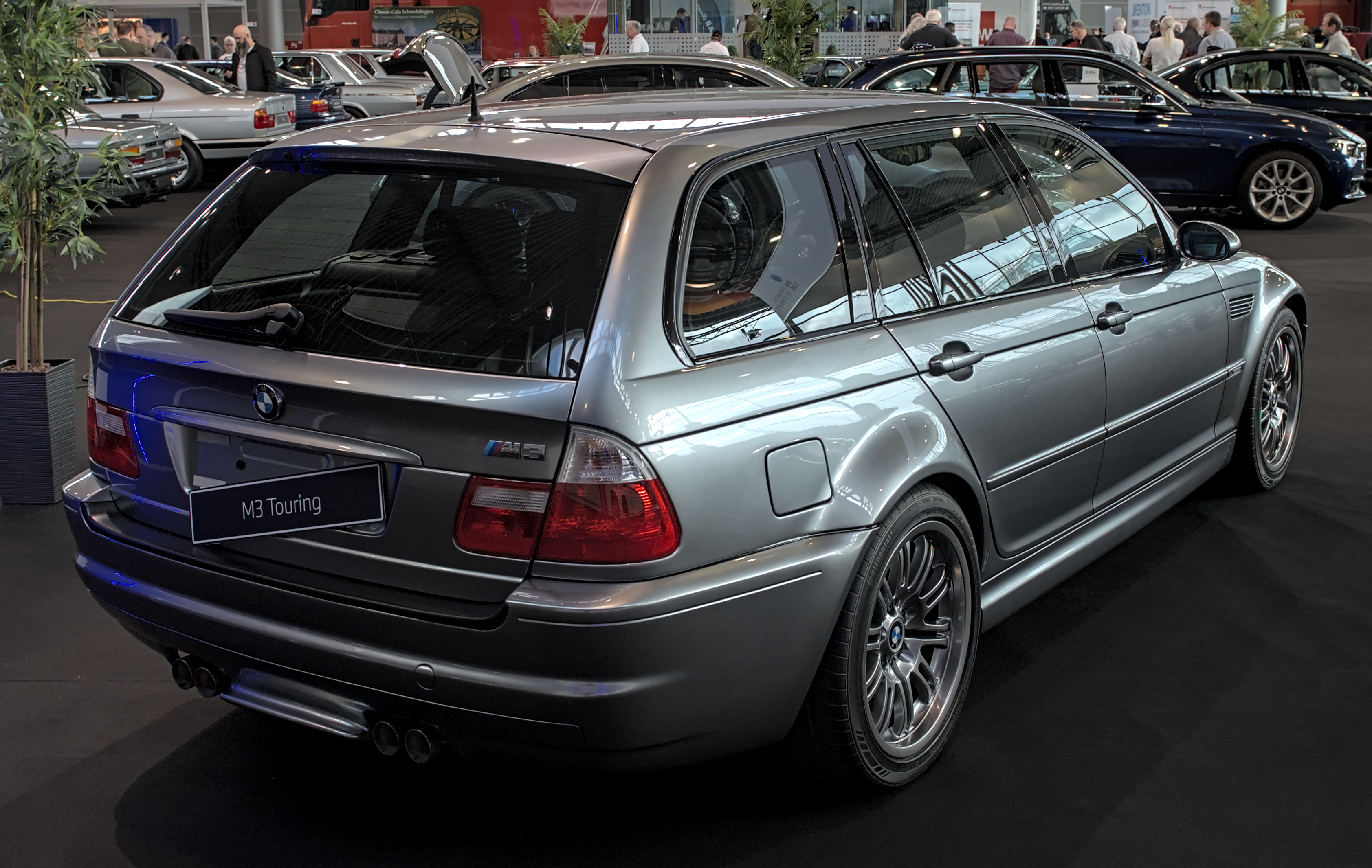
Heckansicht